# دیسلوکوسور
دیسلوکوسور (نام علمی: Dyslocosaurus) نام یک سرده از راسته خزنده‌کفلان است.